# Bundesstraße 516

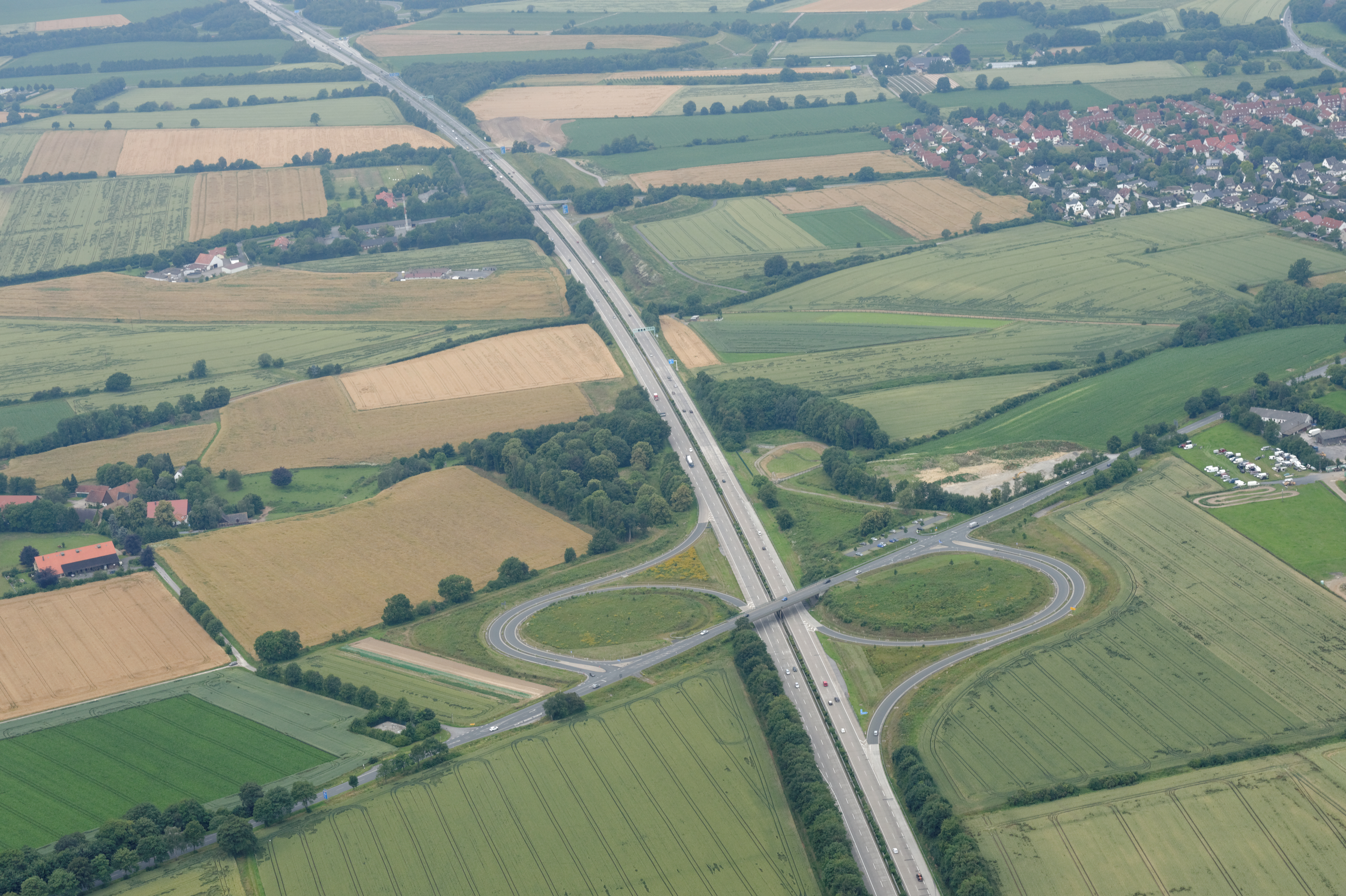
Die B 516-Anschlussstelle Werl-Süd zur A 44

Die Bundesstraße 516 (Abkürzung: B 516) ist eine deutsche Bundesstraße in Nordrhein-Westfalen.

## Verlauf
Die Bundesstraße 516 beginnt an der Autobahnzufahrt Werl-Süd der Bundesautobahn 44 als Verlängerung der aus Werl kommenden Neheimer Straße. Bis Bremen (Ense) ist die Bundesstraße in südliche Richtung unterwegs, schlägt ab dort aber eine östliche Richtung ein. Vorbei geht es an nun kleineren Ortschaften, ehe am Möhnesee wieder deutlich dichtere Besiedlung aufzuweisen ist, wobei die Orte selbst nicht durchfahren werden, sondern jeweils abseits der Bundesstraße liegen. Die nächste größere Ortschaft wird in Warstein (Ortsteil Belecke) erreicht, wo auch die B 55 nach Lippstadt kreuzt. Nach weiteren 8 km erreicht die Bundesstraße die Stadt Rüthen, woraufhin die Strecke eine südöstliche Fahrtrichtung einnimmt. Ohne weitere Ortschaften anzubinden, endet die Bundesstraße 516 nahe Brilon auf der B 480.

## Geschichte
Die Möhnetalstraße wurde 1842 als Kunststraße (Chaussee) erbaut, aber erst in den 1970er Jahren zur Bundesstraße 516 erhoben. Die Vorgängerstraße hieß auf dem Abschnitt von Werl nach Ense-Bremen Bundesstraße 479. In diesem Zusammenhang veränderte man den Streckenverlauf von Werl nach Brilon, führte die Trasse von der Haarhöhe oberhalb Ense-Bremen nicht mehr ins Möhnetal nach Günne, sondern nördlich vom See längs der Haarhöhe bis östlich hinter Möhnesee-Echtrop, wodurch die Bundesstraße durch Verlegung auf den breiter ausgebauten so genannten Haarweg nicht mehr durch die vielen Ortschaften am Nordufer des Möhnesees führt. Ab Echtrop führt die B 516 südostwärts wieder herab ins Möhnetal gen Warstein-Niederbergheim. 
Zum 1. Januar 2009 wurde die etwa einen Kilometer lange Teilstrecke zwischen der B 1 in Werl und der neuen AS Werl-Süd an der A 44 zur Landesstraße 732 umgewidmet.

## Einzelbelege
1. ↑  Amtsblatt für den Reg.Bez. Arnsberg, Nr. 2/2009, 10. Januar 2009 (Memento des Originals vom 14. November 2016 im Internet Archive)  Info: Der Archivlink wurde automatisch eingesetzt und noch nicht geprüft. Bitte prüfe Original- und Archivlink gemäß Anleitung und entferne dann diesen Hinweis.